# Церрентин
Церрентин (нем. Zerrenthin) — община в Германии, районный центр, расположен в земле Мекленбург-Передняя Померания.
Входит в состав района Иккер-Рандов. Подчиняется управлению Иккер-Рандов-Таль. Население составляет 468 человек (2009); в 2003 г. — 515. Занимает площадь 14,30 км².
| Год  | Население |
| ---- | --------- |
| 1991 | 527       |
| 1995 | 502       |
| 2000 | 539       |
| 2005 | 511       |
| 2010 | 467       |